# (20300) Arjunsuri
(20300) Arjunsuri (1998 FE84) – planetoida z pasa głównego asteroid okrążająca Słońce w ciągu 3,57 lat w średniej odległości 2,33 j.a. Odkryta 24 marca 1998 roku.